# 市立小諸高原美術館・白鳥映雪館
市立小諸高原美術館・白鳥映雪館（しりつこもろこうげんびじゅつかん・しらとりえいせつかん）は、長野県小諸市にある美術館。

## 概要
小諸市中心市街地の北西、飯綱山山頂付近に位置する。地元・小諸義塾ゆかりの水彩画家である丸山晩霞、三宅克己、小山周次らの作品を始め、地元出身の画家・白鳥映雪の作品を展示している。1998年（平成10年）10月7日、「地域文化の集大成と美術振興の拠点」（引用）として開館。これに先だって1995年（平成7年）、白鳥映雪は作品195点を寄贈した。
建物設計は設計競技を経て選出された布矢建築事務所が担当。構造は鉄筋コンクリート構造（一部鉄骨構造）である。館内は第一展示室、第二展示室、研修施設（生涯学習センター）、管理施設、白鳥映雪館からなる。特に白鳥映雪館は高さ27メートルの六角錐の塔となっており、当館のシンボルとして、遠方から見て分かりやすいよう考慮して設計されている。生涯学習センターは市民展示室・学芸室・陶芸室・絵画室からなり、「まなびのまち造形講座」と題して絵画や書道といった各種講座を開催している。
周辺は中世の時代に小諸城の前身・鍋蓋城の支城として築かれた山城「富士見城」（大室城）の城跡であり、石垣や曲輪が残る。眺望に優れ、浅間山や蓼科山、八ヶ岳、好条件下であれば富士山を望むことができる。現在は「飯綱山公園」として整備され、ドッグランのほか、ワイナリーやショップ･レストランからなる複合施設の「スタラス小諸」が2023年（令和5年）に開業している。

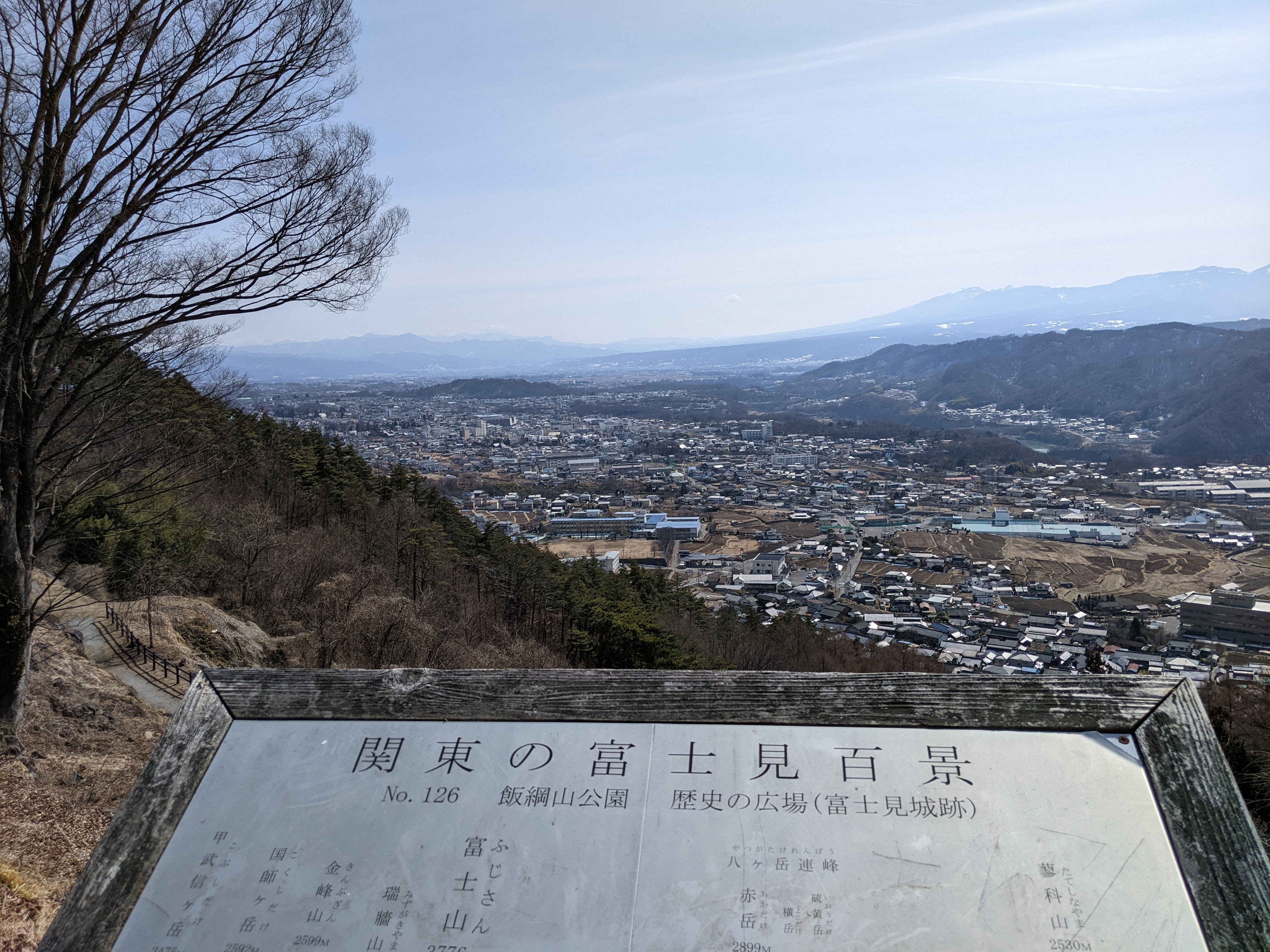
飯綱山公園からの眺望（関東の富士見百景）

## 主な収蔵作品
- 丸山晩霞「外国風景」[13]
- 三宅克己「桜の紅葉」[13]
- 小山周次「りんごとみかん」[13]
- 矢島貞男「浅間残雪」[13]
- 内堀功「愛情」[13]
- 内堀一男「浅間山」[13]
- 佐藤利平「馬鈴薯」[13]
- 北沢収治「山峡」[13]
- 白鳥映雪「生家」、「立秋」、「菊慈童」[14]

## 利用情報
公式ウェブサイトによる。
- 開館時間：
  - 4月 - 11月（金・土曜日）：午前9時から午後6時30分
  - 4月 - 11月（金・土曜日以外）：午前9時から午後5時
  - 12月 - 3月：午前9時から午後4時
- 休館日：月曜日（祝日を除く）、祝日の翌日、年末年始（12月29日 - 1月3日）、展示替え期間
- 観覧料：有料

## 交通アクセス

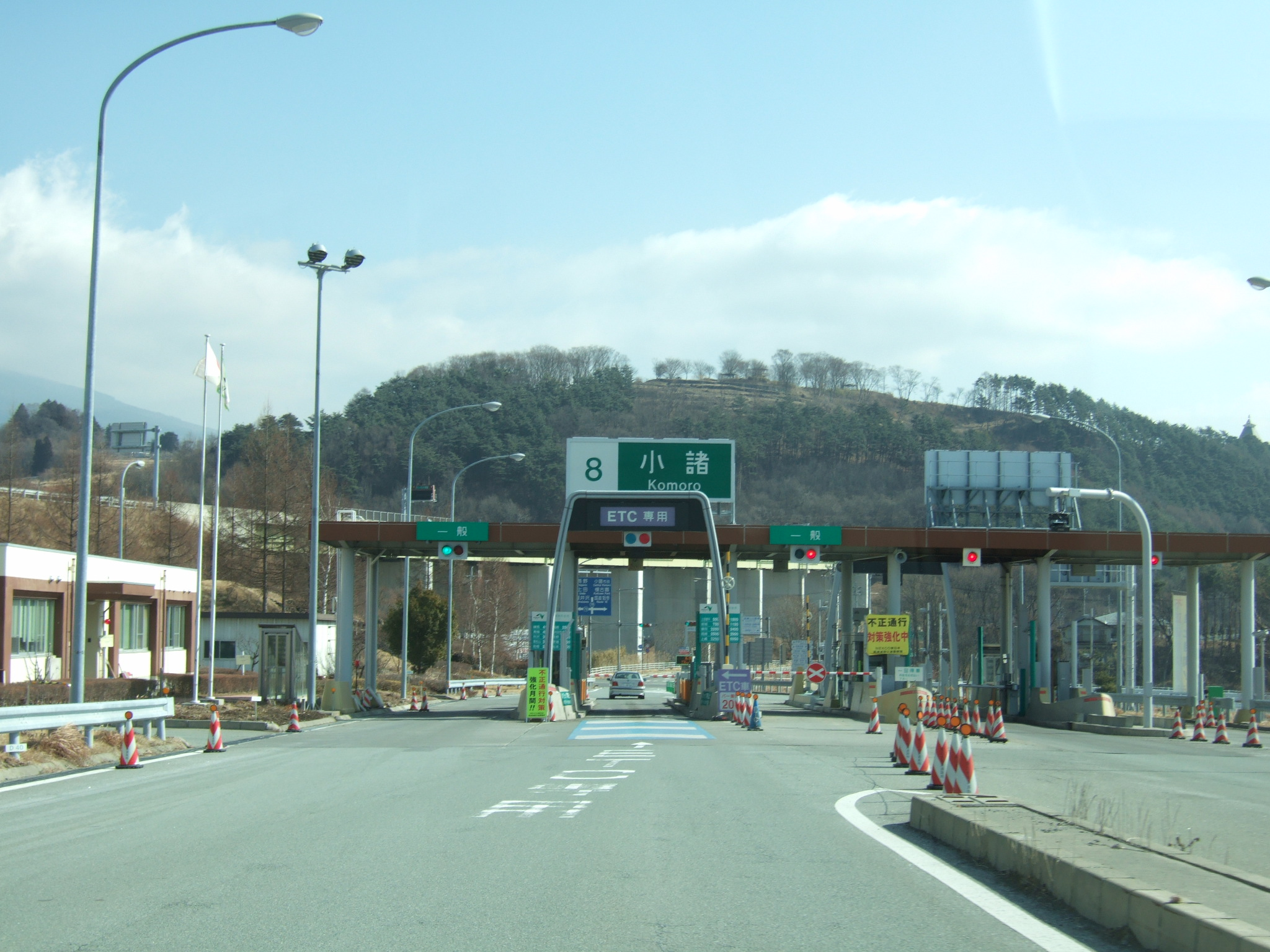
小諸インターチェンジ料金所越しに見上げる飯綱山。設置されている三等三角点「城峯」の標高は835.58メートルである。

公共交通機関
JRおよびしなの鉄道・小諸駅からタクシーで約10分間。
自家用自動車
上信越自動車道・小諸インターチェンジから自動車で約5分間。28台分の無料駐車場のほか、別途周辺施設と共用の駐車場がある。

## 関連文献
- 『信州美術館と作家たち』 美術年鑑社、1998年。
- 『長野県ミュージアムガイド』 長野県博物館協議会、2017年。